# Garmerwolde
Garmerwolde est un village de la commune néerlandaise de Groningue, situé dans la province de Groningue.

## Géographie
Le village est situé sur le Damsterdiep, à 6 km au nord-est du centre de Groningue.

## Histoire
Garmerwolde faisait partie de la commune de Ten Boer avant le 1er janvier 2019, quand celle-ci est supprimée et rattachée à Groningue.

## Démographie
Le 1er janvier 2019, le village comptait 500 habitants.